# Vagn Steen
Vagn Steen (født 1928 i Holbæk, død 25. august 2016) var en dansk digter.
Han var uddannet cand.mag i dansk og historie fra Aarhus Universitet i 1956 samt senere professor i konkret lyrik i U.S.A.
Vagn Steen var konkretist og indførte konkretismen i Danmark. Han udgav konkrete digte og digtobjekter fra 1963, ligesom han udstillede visuelle digte/digtobjekter og forelæste internationalt. Blandt andet i Cape Town og Johannesburg.
Han var gennem mange år fortaler for en mere demokratisk og legende litteratur, der ikke var forbeholdt den intellektuelle elite.

## Eksterne referencer
- Vagn Steen på gravsted.dk
- Vagn Steen på Internet Movie Database (engelsk)
- Vagn Steen på Filmdatabasen
- https://denstoredanske.lex.dk/Vagn_Steen